# سمار (أزغار)
سمار هو دُوَّار يقع بجماعة رواضي، إقليم الحسيمة، جهة طنجة تطوان الحسيمة في المملكة المغربية. ينتمي الدوّار لمشيخة أزغار التي تضم 14 دوار. يقدر عدد سكانه بـ 104 نسمة حسب الإحصاء الرسمي للسكان والسكنى لسنة 2004.

## روابط خارجية
- البوابة الوطنية للجماعات الترابية نسخة محفوظة 12 مارس 2018 على موقع واي باك مشين.
- المندوبية السامية للتخطيط